# Шумовское сельское поселение
Шу́мовское се́льское поселе́ние — муниципальное образование в Красноармейском районе Челябинской области Российской Федерации. В рамках административно-территориального устройства муниципальное образование  соответствует административно-территориальной единице Шумовский сельсовет.
Административный центр — село Шумово.

## История
Статус и границы сельского поселения установлены Законом Челябинской области от 9 июля 2004 года № 243-ЗО «О статусе и границах Красноармейского муниципального района и сельских поселений в его составе»

## Население
| 2002  | 2010  | 2011  | 2012  | 2013  | 2014  | 2015  |
| ----- | ----- | ----- | ----- | ----- | ----- | ----- |
| 2743  | ↘2098 | ↗2104 | ↘2056 | ↘2051 | ↗2063 | ↘2024 |
| 2016  | 2017  | 2018  | 2019  | 2020  | 2021  |       |
| ↘2002 | ↗2029 | ↘1989 | ↘1941 | ↘1895 | ↗2192 |       |

## Состав сельского поселения
| № | Населённый пункт | Тип населённого пункта       | Население |
| - | ---------------- | ---------------------------- | --------- |
| 1 | Межевой          | посёлок                      | ↗11       |
| 2 | Пятково          | деревня                      | ↘187      |
| 3 | Сафоново         | деревня                      | ↗167      |
| 4 | Устьянцево       | село                         | ↘293      |
| 5 | Шибаново         | деревня                      | ↘30       |
| 6 | Шумово           | село, административный центр | ↘963      |
| 7 | Якупово          | село                         | ↘447      |